# Gnophos subglacialis
Gnophos subglacialis là một loài bướm đêm trong họ Geometridae.